# Puerto Bolívar (Sucumbíos)
Puerto Bolívar, auch als Puerto Montúfar bekannt, ist eine Parroquia rural („ländliches Kirchspiel“) im Kanton Putumayo der ecuadorianischen Provinz Sucumbíos. Die Parroquia besitzt eine Fläche von 377,94 km². Beim Zensus im Jahr 2010 wurden 279 Einwohner gezählt. In dem Gebiet lebt die indigene Volksgruppe der Siona.

## Lage
Die Parroquia Puerto Bolívar liegt im Amazonastiefland im Nordosten von Ecuador. Der Río Cuyabeno fließt entlang der südlichen Verwaltungsgrenze nach Osten.
Die Parroquia Puerto Bolívar grenzt im Südosten an die Parroquia Cuyabeno (Kanton Cuyabeno), im Süden an die Parroquia Aguas Negras, im Westen an die Parroquia Sansahuari, im Nordwesten an die Parroquia Palma Roja sowie im Nordosten an die Parroquia Puerto El Carmen de Putumayo.

## Geschichte
Die Parroquia Puerto Bolívar wurde am 30. April 1969 (Registro Oficial N° 169) gemeinsam mit dem Kanton Putumayo eingerichtet.

## Ökologie
Der Südosten der Parroquia liegt fast vollständig innerhalb der Reserva de Producción de Fauna Cuyabeno. 